# Пеукети
Пеукети или Пеуцети, Пеукетејн, Педикли (грч. Πευκέτιοι) била су илирска племена насељена у области Пеукетија, територији која одговара модерној провинцији Бари, регион Апулија у јужној Италији.
Грчки историчари су записали да су Паукети делили територију са Даунима и Месапима. Такве поделе су базиране око 700 г.п. н. е., али треба имати у виду касније утицаје различитих култура, као што је долазак грчких колониста. Најважнији центар Паукета био је Санаце (Sannace).
Претпоставља се да су Пеукети древни Италици из групе Оски-Умбрија. Они су вероватно стигли са истока, заједно са другим Масапијским племенима, и то у XI веку п. н. е. из Илирика преко Отрантсках врата. Након протеривања Аузоне (древни народ тих области) населили су области јужне Италије. Од четвртог века п. н. е. они су под влашћу Рима. Познати су по гајењу стоке, те занатству као што је ткање вуне.